# Ash Hollywood
Ash Hollywood (née le 27 mai 1989 en Arizona) est une actrice américaine de films pornographiques .

## Biographie
Ash Hollywood est née en Arizona, mais très vite sa famille déménage à Atlanta, dans l'État de Géorgie.

## Filmographie sélective
- 2010 : Lesbian PsychoDramas 4
- 2011 : Spider-Man XXX: A Porn Parody
- 2011 : We Live Together.com 20
- 2012 : Meow! 2
- 2013 : Belladonna: No Warning 8
- 2013 : Mother-Daughter Exchange Club 29
- 2013 : Women Seeking Women 91
- 2013 : Yoga Girls
- 2014 : Lesbian Adventures: Strap-On Specialists 06
- 2015 : Art of Anal Sex
- 2016 : Ash Hollywood is Filthy
- 2017 : Dani Daniels' Lesbian Chats
- 2018 : Dillion Harper and Her Girlfriends (compilation)

## Distinctions
Récompenses
- 2012 : Juliland Award - jGrrl of the Year
- 2012 : Juliland Award - Best G/G Action avec Aiden Ashley - AA3
- 2013 : Juliland Award - Best Muff Dive avec Brandy Aniston - AG13
- 2013 : Juliland Award - Big Hug Award
- 2014 : Fanny Award - The Who? (Most Underrated Star)
- 2014 : Juliland Award - Best Muff Dive - SKY10 with Reena Sky
- 2014 : Juliland Award - Scarlett Stone Award

Nominations
- 2012 : AVN Award : Best New Starlet
- 2012 : AVN Award : Best Three-Way Sex Scene (G/G/B) avec Capri Anderson et Seth Dickens - Spider-Man XXX: A Porn Parody
- 2012 : XBIZ Award : New Starlet of the year
- 2012 : XRCO Award : New starlet
- 2013 : AVN Award : Best All-Girl Group Sex Scene avec Amber Rayne et April O'Neil - Buffy the Vampire Slayer XXX
- 2013 : AVN Award : Best Three-Way Sex Scene (B/B/G avec Chris Strokes et Jules Jordan - Slut Puppies 6
- 2013 : AVN Award : Best Porn Star Website - AshGirl.com
- 2013 : XBIZ Award : Best Scene - All-Girl avec April O'Neil et Amber Rayne - Buffy the Vampire Slayer XXX
- 2014 : AVN Award : Best Boy/Girl Sex Scene - Forsaken avec Michael Vegas
- 2014 : AVN Award : Best Girl/Girl Sex Scene - Girls Will Be Boys avec Aiden Ashley
- 2014 : AVN Award : Best POV Sex Scene - Eye Candy avec Mick Blue
- 2014 : AVN Award : Best Safe Sex Scene - Rekindled avec Tommy Pistol et Prince Yahshua
- 2014 : XBIZ Award : Best Scene - Couples-Themed Release - Broken Hearts avec Danny Wylde